# Zdzisław Radomski
Zdzisław Radomski (ur. 28 stycznia 1915 w Kruszwicy, zm. 21 stycznia 2000 w Oakville) – kapitan pilot Wojska Polskiego, kapitan (ang. Flight Lieutnant) Królewskich Sił Powietrznych, kawaler Krzyża Srebrnego Orderu Wojennego Virtuti Militari.

## Życiorys
Urodził się w rodzinie robotniczej, jego ojciec Michał był blacharzem. Uczęszczał do szkoły powszechnej w Inowrocławiu, a do gimnazjum przy ul. Stanisława Staszica 8 w Poznaniu. Od młodych lat interesował się balonami, szybowcami i samolotami, a na poznańskim lotnisku Ławica pasjonował się lotniczymi pokazami. W 1935 po uzyskaniu matury zgłosił się na ochotnika do odbycia służby wojskowej w lotnictwie. Początkowo przeszedł dywizyjny kurs podchorążych rezerwy piechoty w Gnieźnie, a następnie został przeniesiony do Szkoły Podchorążych Rezerwy Lotnictwa w Dęblinie. W przeciągu roku ukończył podstawowy kurs pilotażu na samolotach RWD-8 i PWS-16. W 1936 rozpoczął studia w Wyższej Szkole Handlowej w Poznaniu, ale po roku porzucił szkołę. Ukończył kurs instruktorów lotniczych w Warszawie, a następnie został zatrudniony jako instruktor pilotażu w „Szkole Orląt” w Dęblinie. Przebywał tam do sierpnia 1939, a następnie po zmobilizowaniu został przydzielony do 3 pułku lotniczego w Poznaniu, w stopniu kaprala podchorążego.
Po wybuchu II wojny światowej 23 września 1939, wraz z personelem poznańskiej Bazy Lotniczej Nr 3, przekroczył granicę rumuńską i został internowany. Uciekł z obozu i przez Jugosławię oraz Włochy przedostał się do Francji. Początkowo przebywał w Paryżu, a następnie w polskiej bazie lotniczej w Lyon-Bron. W grudniu 1939 otrzymał awans na podporucznika. 2 marca 1940 roku został skierowany do szkoły lotniczej w Pau. Podczas kampanii francuskiej pełnił służbę w obronie tego miasta w ramach klucza myśliwskiego wyposażonego w samoloty Dewoitine D.500.
Po upadku Francji, przez Morze Śródziemne, przedostał się do Oranu w Afryce Północnej, a dalej pociągiem do Casablanki. Popłynął do Anglii i w drugiej połowie sierpnia dotarł do portu w Liverpoolu. Został skierowany do polskiej bazy lotniczej w Blackpool. 24 marca 1941 został skierowany na przeszkolenie myśliwskie w Old Sorum, po jego ukończeniu trafił do 55 Operational Training Unit (OTU) w Unsworth. W styczniu 1941 ukończył kurs myśliwski i został skierowany do latania bojowego, do 32 dywizjonu RAF bazującego w Angle w rejonie Bristolu. Latając w pułku osłaniał konwoje morskie. Łącznie wykonał 38 lotów w osłonie transportów morskich. Przeżyciem dla niego był przydział na przełomie lipca i sierpnia 1941 do 306 dywizjonu myśliwskiego „Toruńskiego”. 14 sierpnia 1941 podczas osłony bombowców przed myśliwcami wroga nad północną Francją podczas walki zestrzelił Messerschmitta Me-109. 16 sierpnia podczas lotu w ramach operacji Circus 74 nad miejscowością Hardelot Radomski zestrzelił kolejnego Me-109.
16 sierpnia podczas tego samego lotu w zespole dywizjonu 306 nad Francję niedaleko Calais, samolot Radomskiego podczas walki został ostrzelany and wylądowal w poblizu Ashford (P8078). 27 sierpnia otrzymał postrzał w lewą rękę. Zorientował się, że jego ręka jest zakrwawiona i zwisa bezwładnie w rękawie kombinezonu. Po wylądowaniu na polu w Anglii (P8324) został wyciągnięty z samolotu, założono mu prowizoryczny opatrunek i przewieziono do szpitala, który znajdował się niedaleko miejsca lądowania. Transfuzja krwi i amputacja ręki powyżej łokcia uratowały Radomskiemu życie. Nie wrócił już do lotów bojowych.
Po tygodniu opuścił szpital i zameldował się w dywizjonie. Naczelny Wódz Polskich Sił Zbrojnych, gen. Władysław Sikorski 28 października 1941 odznaczył go Srebrnym Krzyżem Orderu Virtuti Militari. W marcu 1942 por. pil. Zdzisław Radomski zameldował się na lotnisku RAF w Grangemouth w Szkocji do polskiego szkolnego dywizjonu myśliwskiego w 58 OTU. Wkrótce ukończył kurs nawigatorów naprowadzania i został przydzielony na stanowisko dowodzenia myśliwcami w sektorze Kirton in Lindsey w środkowej Anglii, gdzie obsługiwał 307 dywizjon „Lwowskich Puchaczy”, a następnie 317 dywizjon „Wileński”. Po roku przeszedł do 11 Grupy Myśliwskiej w Uxbridge koło Londynu na stanowisko dowodzenia.
15 lutego 1944 został zwolniony z PSP w stopniu porucznika. Po otrzymaniu od władz miejskich Londynu zezwolenia urządził w rejonie Backer Street bar Klub Orła Białego dla polskich pilotów, w tym samym czasie zawarł związek małżeński z przedsiębiorczą Szwajcarką Judith Marie Morrison.
Po wojnie w 1946 państwo Radomscy zdecydowali się na powrót do Polski, powrócili na pokładzie na statku „Sobieski”. Zamieszkali w Poznaniu. Założył przedsiębiorstwo zajmujące się produkcją szali oraz kolejne, które produkowało kartonowe opakowania. Jego żona została aresztowana razem ze Stanisławem Skalskim 4 czerwca 1948 (przesiedziała w więzieniu 3 lata). Kilka dni później UB aresztowało również Radomskiego i osadziło w więzieniu mokotowskim.

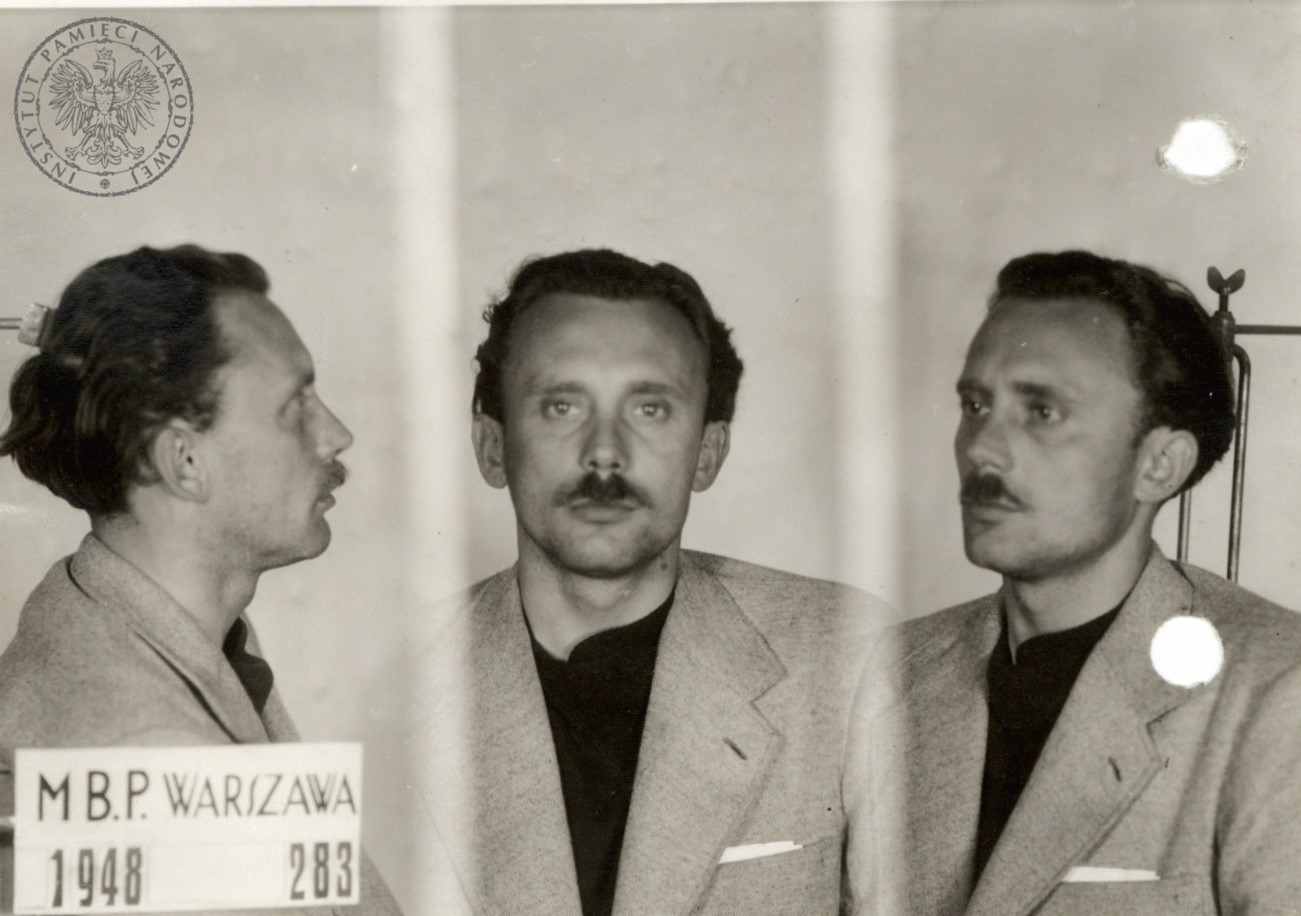
Zdjęcie Zdzisława Radomskiego wykonane po zatrzymaniu przez Urząd Bezpieczeństwa

Nie połączono go jednak ze sprawą Skalskiego, Śliwińskiego i jego żony, ale oskarżono o przestępstwa gospodarcze. Został skazany na karę roku więzienia, utracił cały posiadany majątek. Po wypuszczeniu na wolność znalazł zatrudnienie w Fabryce Wyrobów Cukierniczych Goplana jako księgowy. Po uwolnieniu żony z więzienia podjęli wspólnie decyzję o ucieczce na Zachód. Małżeństwo wzięło rozwód dzięki czemu Jufith odzyskał szwajcarskie obywatelstwo i wyjechała do Wielkiej Brytanii. Zdzisław Radomski, pod pretekstem leczenia starej rany, przeniósł się do Zakopanego skąd uciekł na Zachód.

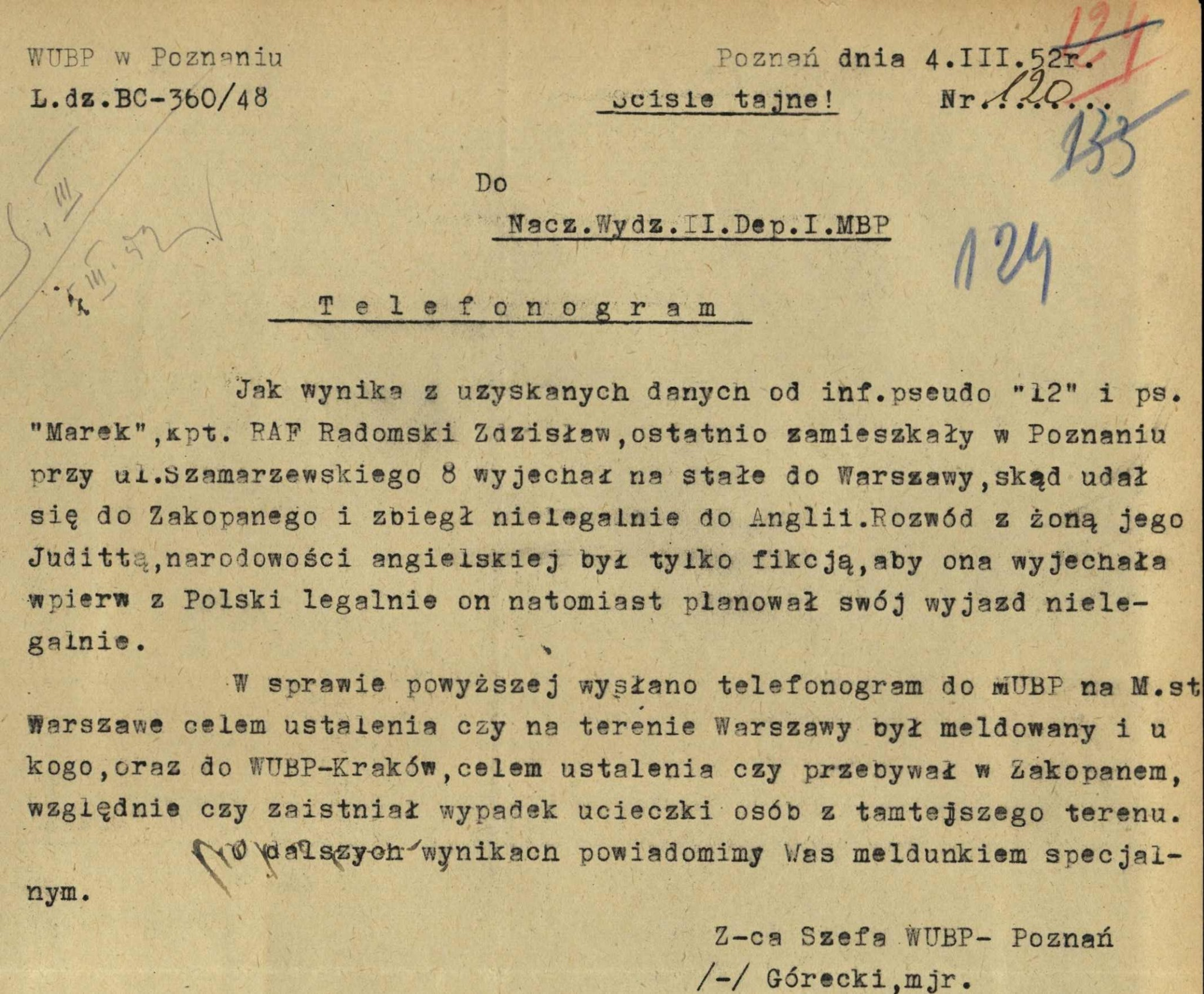
Doniesienie WUBP Poznań o ucieczce Zdzisława Radomskiego. Zasób Archiwum IPN

Odnalazł swoją byłą żonę i ponownie zawarł związek małżeński. Udało się im otworzyć w Londynie lokalik Coffe Inn. Następnie Radomski prowadził interesy w Europie, Ameryce Północnej, na Wyspach Bahama (m.in. próbował założyć linię lotniczą, budował hotele oraz jachty w swej stoczni, dostarczał samoloty najemnikom Jana Zumbacha). Ostatecznie Radomscy wyemigrowali do Kanady, gdzie Zdzisław Radomski był aktywnym członkiem kanadyjskiej Polonii.

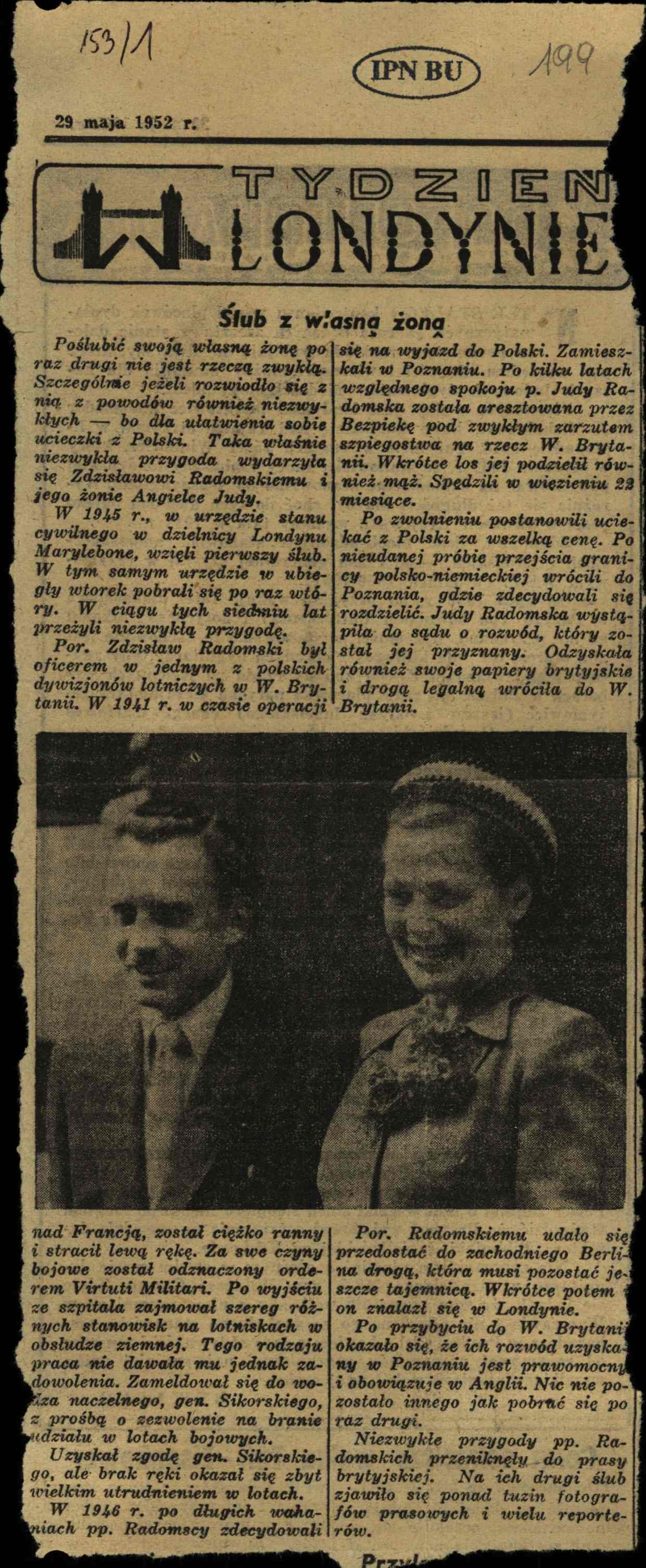
Artykuł nt. drugiego ślubu Judith i Zdzisława Radomskich. Zasób Archiwum IPN

Zmarł 20 stycznia 2000 roku w Oakville w Kanadzie.

## Zwycięstwa powietrzne
Na liście Bajana został sklasyfikowany na 293. pozycji. Zaliczono mu jeden samolot nieprzyjaciela zestrzelony na pewno.
- 16 sierpnia 1941 – Bf 109 (pilotował Spitfire IIA, UZ-R nr P8078)

## Ordery i odznaczenia
- Krzyż Srebrny Orderu Wojskowego Virtuti Militari nr 9236
- Krzyż Walecznych
- Odznaka za Rany i Kontuzje
- Polowa Odznaka Pilota nr 840